# Milenky (slovenský seriál)
Milenky je slovenský televizní seriál, který byl ve formě dvanácti dílů premiérově vysílán od 2. března 2018 na stanici TV Markíza pod režijním vedením Jakuba Kronera. Předlohou se stal šestnáctidílný britský seriál Milenky z let 2008–2010, produkovaný veřejnoprávní BBC. Práva byla získána prostřednictvím BBC Worldwide.
Romanticko-dramatický děj vypráví příběhy čtyř emancipovaných třicátnic, blízkých kamarádek rozdílných povah, které prožívají vzlety a pády milostného života. Hlavní role ztvárnily Táňa Pauhofová jako energická realitní makléřka, Antónia Lišková v úloze citově založené lékařky, Gabriela Marcinková hrající racionální právničku a Zuzana Norisová představující rodinný typ ženy v domácnosti. Pro Liškovou to byla první herecká role ve slovenštině.
Do příběhu byly zakomponovány emocionálně vypjaté životní situace typu nevěry, úmrtí blízkého člověka či těhotenství a výchova potomka z nemanželského poměru.
V Česku seriál poprvé odvysílala TV Nova během léta 2019. V prosinci 2019 pak měl premiéru Kronerův vánoční film Šťastný nový rok s představitelkami milenek v jiných rolích i dějem, jehož hlavním motivem se stalo hledání lásky.

## Charakteristika postav
Realitní makléřka Sandra je mladá nezávislá žena, která organizuje společenské události. Jako svůdkyně navazuje krátkodobé vztahy včetně svého šéfa ve firmě. Její osudový muž se však ožení a roli milenky nechce dále plnit. Po období hledání se rozhoduje vstoupit do manželství s atraktivním bohatým podnikatelem, za oboustranné dohody nevýznamných jednorázových záletů. Postupně však zjišťuje, že manžel udržuje trvalé paralelní vztahy, zejména se svou asistentkou a jeho libido nelze omezit. Manželství tak opouští vstříc hledání toho pravého.
Kristína je lékařka, která navázala milostný poměr se starším ženatým mužem, jehož léčí pro onkologické onemocnění. Na žádost milence, a za souhlasu jeho manželky, mu v terminálním stádiu smrtící injekcí poskytuje eutanazii. Původní rozmíška s jeho synem vracejícím se z Londýna vyústí do efemérního milostného vzplanutí. Po nástupu na nové oddělení primáře, v postavě spolužáka a studentské lásky, se seznamuje s atraktivním českým kardiochirurgem. Slibně se rozvíjející vztah komplikuje odhalená jednorázová nevěra se ženatým primářem, který naléhá na obnovení jejich poměru z fakulty. Kardiochirurg odjíždí na roční stáž do Austrálie a v den odletu přichází ke Kristíně, která plánovala na Slovensku „spálit mosty“ a odjet s ním.
Zuzana je sebevědomá elitní právnička, která žije v harmonickém manželství. S majitelem restaurace se několik let však neúspěšně snaží o početí potomka. Tomuto úkolu pár podřizuje vše. Jak ukáže vyšetření, manžel je neplodný. Frustrace vyústí v aférku s mladším kolegou z kanceláře, která způsobí její otěhotnění. Svého muže však miluje nadevše. Pro záchranu vztahu zvažuje potrat a následnou adopci. Po poradě s Kristínou se rozhoduje dítě si ponechat. To vede k postupnému rozpadu manželství, přestože muž dceru přijal a pečuje o ni. Absenci sexu Zuzana řeší další nevěrou, s náhodným podnikatelem z baru, který ji nemá v úmyslu pustit z dohledu a stává se jejím klientem v rozvodovém řízení. Když pošle jejímu manželovi choulostivé fotografie z hotelového pokoje, které nechal pořídit, majitel restaurace opouští dům a se Zuzanou se rozvádí.
Michaela „Miša“ je žena v domácnosti vychovávající již šest let dvě dcery bez manžela, vojáka, který se měl utopit na Filipínách. Vůči jeho úmrtí je však podezřívává i díky opakovaným telefonátům od toho data, s pouhým dýcháním neznámého ve sluchátku. Rande s otcem spolužačky dcer postupně dospěje až v zasnoubení. Nový partner jí však zamlčel, že je stále v manželském svazku se ženou, která trpí neurodegenerativním onemocněním způsobujícím ztrátu paměti a přebývá v sanatoriu. Mišku navíc kontaktuje manželova milenka, která žádá část třísetisícové pojistky plynoucí z vojákova úmrtí, protože s ním má také potomka. Šokovaná Miška ji sleduje. Zjišťuje, že manžel je naživu a smrt pouze fingoval. Při setkání se voják vymlouvá na nutnost skrývání před věřiteli kvůli dluhům. Miška jej nechá zatknout.

## Obsazení
| Táňa Pauhofová           | Sandra, realitní agentka     |
| Antónia Lišková          | Kristína, lékařka            |
| Gabriela Marcinková      | Zuzana, právnička            |
| Zuzana Norisová          | Michaela, matka v domácnosti |
| Alexander Bárta          | Peter                        |
| Lukáš Latinák            | Viktor                       |
| Noel Czuczor             | Tomáš                        |
| Marek Geišberg           | Juraj                        |
| Marián Mitaš             | Filip                        |
| Martin Nahálka           | Dano                         |
| Ady Hajdu                | kolega Kristíny              |
| Gregor Hološka           | Paľo                         |
| Zuzana Kanócz            | Lea                          |
| Veronika/Daniela Nízlová | Linda                        |
| Marek Ťapák              | Lukáš                        |
| Róbert Jakab             | Marek                        |
| Rebeka Poláková          | Denisa                       |
| Marek Majeský            | Dávid Hanák                  |
| Ondrej Kovaľ             | Vilo                         |
| Václav Vašák             | Adam                         |
| Danica Jurčová           | Marcela                      |

## Seznam dílů
| Č. v seriálu | Původní název | Český název | Režie        | Scénář            | Premiéra na Slovensku | Premiéra v ČR     |
| ------------ | ------------- | ----------- | ------------ | ----------------- | --------------------- | ----------------- |
| 1            | Epizóda 1     | Epizoda 1   | Jakub Kroner | Adriana Kronerová | 2. března 2018        | 20. června 2019   |
| 2            | Epizóda 2     | Epizoda 2   | Jakub Kroner | Adriana Kronerová | 9. března 2018        | 27. června 2019   |
| 3            | Epizóda 3     | Epizoda 3   | Jakub Kroner | Adriana Kronerová | 16. března 2018       | 4. července 2019  |
| 4            | Epizóda 4     | Epizoda 4   | Jakub Kroner | Adriana Kronerová | 23. března 2018       | 11. července 2019 |
| 5            | Epizóda 5     | Epizoda 5   | Jakub Kroner | Adriana Kronerová | 6. dubna 2018         | 18. července 2019 |
| 6            | Epizóda 6     | Epizoda 6   | Jakub Kroner | Adriana Kronerová | 13. dubna 2018        | 25. července 2019 |
| 7            | Epizóda 7     | Epizoda 7   | Jakub Kroner | Adriana Kronerová | 20. dubna 2018        | 1. srpna 2019     |
| 8            | Epizóda 8     | Epizoda 8   | Jakub Kroner | Adriana Kronerová | 27. dubna 2018        | 8. srpna 2019     |
| 9            | Epizóda 9     | Epizoda 9   | Jakub Kroner | Adriana Kronerová | 4. května 2018        | 15. srpna 2019    |
| 10           | Epizóda 10    | Epizoda 10  | Jakub Kroner | Adriana Kronerová | 11. května 2018       | 15. srpna 2019    |
| 11           | Epizóda 11    | Epizoda 11  | Jakub Kroner | Adriana Kronerová | 18. května 2018       | 22. srpna 2019    |
| 12           | Epizóda 12    | Epizoda 12  | Jakub Kroner | Adriana Kronerová | 25. května 2018       | 22. srpna 2019    |

## Sledovanost
Premiéru dílu na Slovensku sledovalo průměrně 368 tisíc diváků, při ratingu 7,5 % a s téměř 22% podílem na trhu v cílové skupině 12–54 let.
| Název dílu | Sledovanost (12–54) | Sledovanost (12–54) | Sledovanost (12+) | Sledovanost (12+) | Zdroj         |
| Název dílu | Rating / Podíl (%)  | Počet diváků        | Podíl (%)         | Počet diváků      | Zdroj         |
| ---------- | ------------------- | ------------------- | ----------------- | ----------------- | ------------- |
| Epizoda 1  | 9,2 / 24,2          | 291 000             | 22,3              | 496 000           | [ 16 ] [ 17 ] |
| Epizoda 2  | 7,5 / 20,4          | 236 000             | 18,0              | 382 000           | [ 18 ] [ 19 ] |
| Epizoda 3  | 8,6 / 22,8          | 274 000             | 18,8              | 415 000           | [ 20 ] [ 21 ] |
| Epizoda 4  | 7,3 / 21,1          | 232 000             | 18,8              | 387 000           | [ 22 ] [ 23 ] |
| Epizoda 5  | 8,9 / 24,6          | 278 000             | 19,5              | 413 000           | [ 24 ] [ 25 ] |
| Epizoda 6  | 7,5 / 21,6          | —                   | —                 | —                 | [ 26 ]        |
| Epizoda 7  | 7,0 / 21,8          | 217 000             | 17,3              | 331 000           | [ 27 ] [ 28 ] |
| Epizoda 8  | 7,5 / 23,0          | —                   | —                 | 360 000           | [ 29 ]        |
| Epizoda 9  | 6,5 / 20,1          | 206 000             | 15,6              | 309 000           | [ 30 ] [ 31 ] |
| Epizoda 10 | 6,7 / 20,4          | 208 000             | 15,8              | 316 000           | [ 32 ] [ 33 ] |
| Epizoda 11 | 6,9 / 20,9          | 208 000             | 16,3              | 319 000           | [ 34 ] [ 35 ] |
| Epizoda 12 | 6,7 / 20,1          | 210 000             | 15,0              | 308 000           | [ 36 ] [ 37 ] |